# Chambre des comptes de Savoie
La Chambre des comptes de Savoie était, au cours de la période médiévale, une cour princière spécialisée dans les affaires de finance du comté, puis du duché de Savoie.
Le comté de Savoie a été élevé en duché par l'empereur l'empereur Sigismond Ier, le 19 février 1416.

## Historique

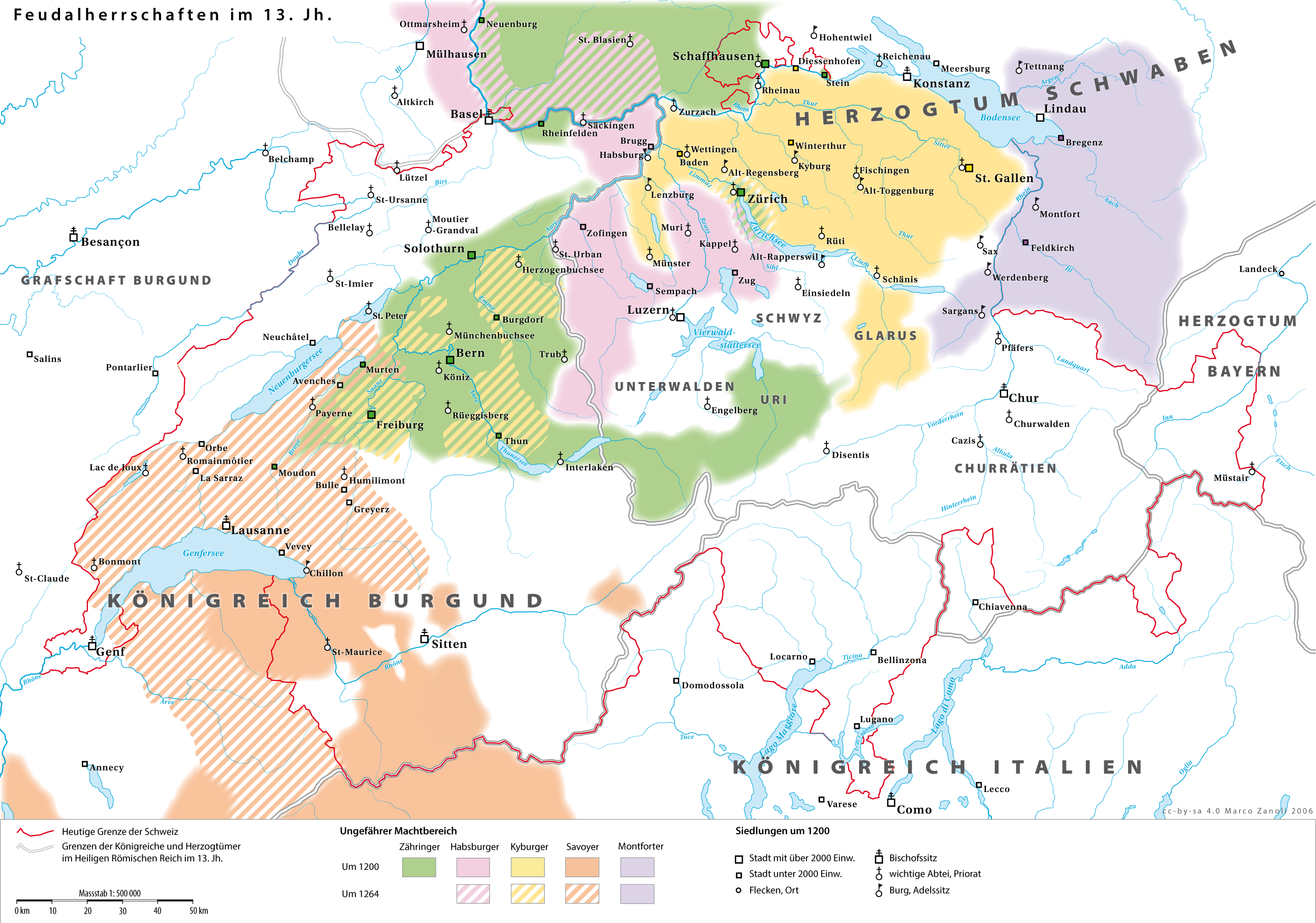
Les possessions de la maison de Savoie vers 1200

Entre le XIIe et le XVe siècle, la maison de Savoie va agrandir ses possessions qui vont s'étendre du Viennois et du Bugey à l'ouest, au Valais et au val d'Aoste à l'est, à une partie du pays de Vaud au nord, et à Turin-Pignerol au sud. La totalité du Piémont et le comté de Nice s'ajoutent au XIVe siècle, le comté de Genève en 1401, Verceil en 1428. Entre 1200 et 1260, elle va mettre en place une administration et des organes de contrôle du domaine et des comptes efficaces. Le comte Thomas Ier a placé un châtelain salarié dans chaque métral du domaine comtal.
Fidèles soutiens des empereurs du Saint-Empire romain germanique, les comtes de Savoie ont cherché à élargir leurs soutiens à partir des difficultés de l'empereur Frédéric II.

### Début du contrôle des comptes sous Pierre II de Savoie
Des relations ont existé entre les comtes de Savoie :
- avec le comté de Provence, avec le mariage de Raymond Béranger V avec Béatrice de Savoie, fille du comte Thomas Ier ;
- avec le royaume anglais après la mission diplomatique de Guillaume de Savoie qui a négocié le mariage d'Henri III avec Éléonore de Provence, fille de Béatrice de Savoie et petite fille du comte Thomas Ier en 1226. Entre 1240 et 1263, Pierre de Savoie et ses vassaux ont guerroyé à plusieurs reprises aux côtés du roi d’Angleterre. Pierre de Savoie combat auprès d'Henri III contre ses barons révoltés. Cette intervention en Angleterre a dû lui faire connaître l'organisation de son administration et du contrôle des comptes du domaine par l'Échiquier anglais.
- avec l'organisation de l'administration du royaume de France par Conon d'Estavayer, qui a étudié à l'université de Paris, et qui a formé Pierre de Savoie chanoine de la cathédrale de Lausanne en 1226[2], jusqu'en 1233.

Étant apanagé du Bugey, après la mort de son père, Pierre de Savoie exige de ses châtelains des comptes transcrits sur rouleaux à partir de 1240. Les plus anciens comptes connus sont ceux de Chillon, Conthey et Saillon en Chablais, en 1257-1258. Avant 1255, il avait réuni près de lui un groupe de clercs des comptes. Pierre de Savoie a construit au château de Chillon le bâtiment du trésor, entre 1255 et 1259, qui comporte une salle pour le contrôle des documents.
Pierre de Savoie, devenu comte en 1263, généralise le contrôle des comptes de châtellenies dans le comté. On distingue pendant cette période :
- les auditeurs des comptes, sept sont connus, qui exercent le contrôle[3],
- les clercs du comte qui sont les rédacteurs des archives comptables.

Le receveur des comptes à l'origine des rouleaux est donc distingué de l'auditeur qui effectue la vérification de ces comptes. Le contrôle des comptes s'effectue de manière ambulatoire. Son frère, Philippe Ier, qui lui succède, ne poursuit pas l'expérience.
Le comte de Savoie a développé l'usage des « extentes », qui sont des inventaires, comprenant la description du Domaine avec les biens et les droits du comte, appelés extenta dans les documents du Moyen Âge. La plus ancienne extente conservée date de 1272, mais les comptes de la châtellenie de Montmélian citent un extente en 1263. Les extentes les plus tardives datent des années 1334-1335. Les commissaires chargés des extentes devaient faire avouer les droits du comte dans chaque village d'une métralie comtale et relever toutes les recettes du comte, les tenir à jour et repérer les cas de commise et d'échute. La rédaction des extentes servant au comte à établir ses droits et ses revenus supposait un personnel honnête et compétent qui devait prêter serment.

### Installation du contrôle des comptes à Chambéry
Le comte Thomas Ier a acheté au vicomte Berlion de Chambéry, seigneur de Chambéry, une partie du bourg en 1232,,.
En 1295, Amédée V a acquis le château de Chambéry par échange de François de La Rochette, seigneur de Chambéry, et de son épouse Béatrix,. Il y entreprend des travaux importants. Il fixe de manière définitive les institutions comtales à Chambéry.
Un bâtiment entier est construit dans le château, entre la première et la deuxième porte, pour l'usage exclusif de la Chambre des comptes. Les salles hautes servent au contrôle des comptes, le rez-de-chaussée au contrôle de l'accès, les salles basses au dépôt des archives. Le château du Bourget garde le numéraire. Le comte Amédée V a, dès le début de son règne, ordonné le premier aux châtelains de venir rendre leurs comptes à l’hôtel comtal. Le comte est souvent présent au moment des opérations de contrôle des comptes et il peut condamner une gestion douteuse comme on peut le lire sur les comptes de la châtellenie de Montmélian, en 1317-1319, « vidit dominus et non placet ». Pour être sûr du bon fonctionnement de son hôtel ou de celui de la comtesse ainsi que pour l'office de trésorier-général, le comte choisit avec soin les officiers, en évitant d'employer ceux qui ont travaillé dans les mouvements de fonds, qu'ils soient Lombards, Juifs ou autres usuriers.

### Première appellation «Chambre des comptes»
La première utilisation de l'appellation « Chambre des comptes » date des ordonnances de 1329.
Par les ordonnances du 29 novembre 1329, le comte Aymon de Savoie, dit « le Pacifique », établit un Conseil résident à Chambéry (ancêtre du Sénat de Savoie),. À la justice ambulatoire, « il apparut vite nécessaire de  doubler [celle-ci] par un organisme au siège fixe ». Le siège de ce conseil est fixé au château de Chambéry. Le comte nomme les personnes devant faire partie du Conseil résident près de sa personne, il s'agit d'un « président, [...] plus important magistrat de Savoie après le chancelier, plusieurs conseillers, un avocat et un procureur, chargés de représenter les intérêts du comte et faisant office de ministère public ». Les maîtres des comptes font partie des conseillers. Les registres des bailliages, châtellenies, jugeries, et du Conseil résident sont portés à la Chambre des comptes, de même que tous les protocoles, notes de tous les secrétaires et notaires du comte, puis du duc, afin de conserver par ce moyen les droits du domaine et de la couronne. Ces ordonnances donnent le premier règlement de la Chambre des comptes.
Avec le soutien du comte, les gens des comptes vont exiger des baillis qu'ils ne remettent aucune possession du prince sans leur autorisation préalable. La Chambre des comptes va arriver à imposer l'obligation des châtelains de détailler les recettes tous les dix ans, ce qui est définitivement acquis en 1340.

### Ordonnance du 7 février 1351
Amédée VI de Savoie précise dans une ordonnance les attributions de la Chambre des comptes.

### Statuts de 1389
De nouveaux statuts sont donnés à la Chambre des comptes de Savoie par Bonne de Bourbon, et le comte Amédée VII de Savoie. Ces statuts précisent les droits et devoirs des maîtres des comptes et des commissaires. Il imposent des vérifications annuelles sur place. Ils indiquent les obligations de tous les officiers, en particulier de se rendre personnellement chaque année à Chambéry pour la vérification des comptes.
| Office                              | Obligations | N° article |
| ----------------------------------- | --- | ---------- |
| Maîtres des comptes                 | - bien exercer leur office | art. 1     |
| Maîtres des comptes                 | - ne pas prendre de profit personnel | art. 2     |
| Maîtres des comptes                 | - ne rien distraire du domaine sans ordre du compte | art. 3     |
| Maîtres des comptes                 | - contrôler toute la comptabilité des officiers chaque année et que les comptes soient examinés et clos entre le début janvier et le début mai                                                                               | art. 4     |
| Maîtres des comptes                 | - veiller à l'examen et au maintien des comptes du château de Chambéry | art. 11    |
| Maîtres des comptes                 | - garder par devers eux un papier avec les sommes qu'ils ont données au trésorier ou d'autres personnes | art. 12    |
| Maîtres des comptes                 | - vérifier les poids et mesures en tous lieux | art. 31    |
| Maîtres des comptes                 | - informer le prince | art. 40    |
| Chanceliers et secrétaires du comte | - les chanceliers du comte et le chancelier du Conseil résident à Chambéry, ainsi que les secrétaires du comte doivent transmettre à la Chambre des comptes tous les documents touchant le domaine et le patrimoine du comte | art. 13    |
| Clercs recevant des comptes         | - sont au nombre de 8 dont 2 gardiens des clés des archives | art. 14    |
| Clercs recevant des comptes         | - sont assermentés et tenus d'agir selon les ordres du maître | art. 15    |
| Clercs recevant des comptes         | - ne peuvent recevoir aucun don | art. 16    |
| Clercs recevant des comptes         | - sont désignés et révoqués par leur maître des comptes | art. 17    |
| Clercs recevant des comptes         | - doivent être loyaux dans l'écriture des originaux des comptes | art. 18    |
| Clercs recevant des comptes         | - doivent se présenter tous les jours ouvrés en la Chambre des comptes pour recevoir les ordres des Maîtres des comptes | art. 20    |
| Clercs recevant des comptes         | - les deux clercs qui gardent les clés des comptes ne peuvent donner un compte, laisser entrer une personne étrangère aux comptes, chercher des informations sans l'ordre des maîtres                                        | art. 23    |
| Commissaires                        | - vérifier tous les édifices appartenant au comte | art. 33    |
| Commissaires                        | - vérifier les prix des vivres | art. 34    |
| Commissaires                        | - vérifier la résidence des châtelains ou de leurs lieutenants | art. 35    |
| Commissaires                        | - vérifier le gouvernement | art. 36    |
| Commissaires                        | - recouvrir tout ce qui est dû au comte | art. 38    |
| Officiers                           | - les peines mises sur les officiers par les maîtres à cause de leur office doivent être allouées sur leurs comptes et à leurs charges                                                                                       | art. 5     |
| Officiers                           | - se rendre personnellement à Chambéry, sauf juste motif et envoi d'un procureur | art. 6     |
| Officiers                           | - ne pas repartir de Chambéry sans l'autorisation du maître des comptes, à peine d'une amende forfaitaire et d'une amende par journée d'absence                                                                              | art. 7     |
| Officiers                           | - résider dans un château ou édifice du comte | art. 8     |
| Officiers                           | - prêter serment de bonne comptabilité et d'observation des ordonnances au début de tout exerce | art. 9     |
| Officiers                           | - nul officier n'est présent à l'examen de leurs comptes | art. 10    |
| Officiers                           | - ne payer une somme que sous la fourniture de trois documents : lettre de dette, mandement du prince, reçu notarié du destinataire                                                                                          | art. 27    |

Si le comte s'est réservé le domaine de la monnaie, la Chambre des comptes a pu contrôler la gestion des maîtres des monnaies et de leurs officiers qui sont placés sous l'autorité d'un maître général des monnaies depuis 1340.

### Statuts de Savoie de 1430
En 1430, le duc de Savoie Amédée VIII a établi les « Statuts de Savoie ». Ces statuts forment un règlement de tous les offices, dignités, et de la police de l'État. Il a donné au Conseil résident siégeant à Chambéry la même autorité qu'au Conseil résident siégeant près du duc.

### Après la restitution du duché en 1559
Le duché de Savoie est occupé par François Ier en 1535. La Chambre des comptes a dû quitter Chambéry en 1536 et devenir ambulatoire en suivant le duc Charles III. François Ier a créé une Chambre des comptes commune à la Savoie et au Piémont le 15 juin 1539, supprimée en décembre 1550 mais recréée deux ans plus tard. Après la restitution du duché à Emmanuel-Philibert de Savoie, le Conseil résident a pris le nom de Sénat de Savoie. La Chambre des comptes a été érigée en Cour souveraine par l'édit du 6 octobre 1560.
Un Conseil résident a été fondé à Turin par le duc Louis en 1448 et la Chambre des comptes de Turin a été créée par le duc Emmanuel-Philibert en 1577. La Chambre des comptes de Savoie va s'effacer devant celle de Turin. Le duc de Savoie Victor-Amédée II, devenu roi de Sardaigne, supprime la Chambre des comptes de Savoie par l'édit du 27 janvier 1720.
Le Sénat et la Chambre des comptes de Savoie ont dû cesser de fonctionner à chaque période d'occupation de Chambéry par les armées françaises :
- pendant le règne d'Henri IV, en 1600 ;
- pendant le règne de Louis XIII, entre 1630 et 1632 ;
- pendant le règne de Louis XIV.

La Chambre des comptes s'est plusieurs fois élevée contre l'augmentation des impôts dès 1612.

### Cas particulier de la Chambre des comptes de Genevois
À l'intérieur du duché de Savoie, l'ensemble formé par le Genevois, le Faucigny et le Beaufortain constituent une entité particulière durant les XVIe et XVIIe siècles. Un apanage a été créé sur ces terres en 1514 et confié à des princes cadets de la maison de Savoie. Sept comtes élevés à la dignité ducale en 1564 se succèdent de mâle en mâle jusqu’en 1659. Les comtes de Genève sont de grands féodaux, séjournant plus souvent à la cour de France qu'en Savoie, et délégant leur autorité à un gouvernement siégeant à Annecy au sommet duquel on trouve le Conseil de Genevois et la Chambre des comptes de Genevois. Cette dernière constitue d'abord une simple section de la Chambre des comptes de Savoie, elle devient une juridiction autonome en 1525 siégeant à Annecy en 1526, et au palais de l'Isle à partir de 1550 environ.

## Composition de la Chambre des comptes
En 1432, la Chambre comptait un président, trois maîtres et auditeurs des comptes et dix receveurs des comptes, dont les deux archivistes.
En 1522, la Chambre des comptes comprend un président, quatre maîtres des comptes et huit receveurs. En 1682, bien que sa juridiction ait été réduite à la suite de la création de la Chambre des comptes de Turin, il y a cinq présidents, deux chevaliers, seize auditeurs, un contrôleur général, un avocat patrimonial, un clavaire (archiviste), un référendaire, des greffiers, contrôleurs, vice-clavaires, receveurs, commissaires d'extentes et huissiers.

### Présidents
Jean-Louis Grillet, dans son Dictionnaire historique (1807), donne une liste, complétée notamment par Eugène Burnier, dans son Histoire du Sénat de Savoie (1864-1865), pour la seconde partie à partir de 1537.
Entre, 1536 - 1559, occupation française de la Savoie. La Chambre se retire à Verceil. Maintien d'une institution. En 1551, François de Vachon en est le président.

### Maîtres et auditeurs
- Antoine Borré (vers 1590)
- Aynard Carron (vers 1680)
- François-Marie Carelli en 1682
- Joseph Borré en 1730

### Fonds des archives
Les archives de la Chambre des comptes ont été transférées à Turin en 1724 après sa suppression.
- Archives nationales : Archives de l'Ancien régime - Chambre des comptes de Paris